# Heat Shield Rock
Heat Shield Rock – meteoryt żelazny znaleziony nieopodal krateru Endurance na Meridiani Planum na Marsie przez automatyczny łazik marsjański Opportunity 6 stycznia 2005 roku. Nazwa meteorytu jest nieformalna i pochodzi od pobliskiej osłony termicznej lądownika (ang. Heat shield), którą miał zbadać łazik. Był to pierwszy meteoryt znaleziony na Marsie.

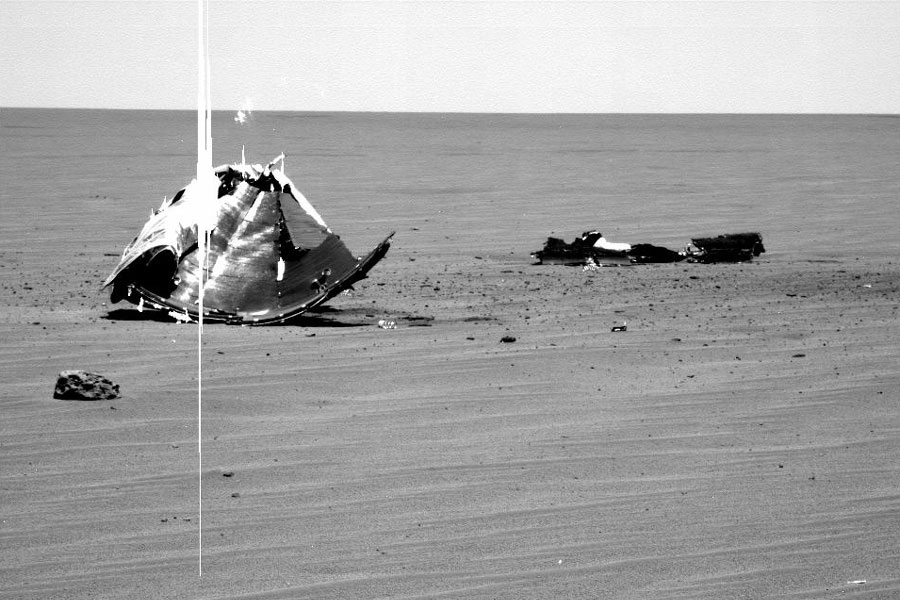
Widoczna jest osłona lądownika, a po lewej meteoryt

Maksymalny wymiar meteorytu wynosi 31 cm. Dzięki analizie wykonanej spektrometrem rentgenowskim skład meteorytu określono na 93% żelaza i 7% niklu oraz śladowe ilości germanu i galu. Wskazuje to, że Heat Shield Rock jest oktaedrytem typu IAB complex, a stosunek żelaza do niklu odpowiada kamacytowi. Dodatkowe badania zarówno oczyszczonej jak i nieoczyszczonej powierzchni meteorytu wykonane spektrometrem mössbauerowskim wykryły około 5% żelaza Fe3+, co wskazuje na istnienie na powierzchni Heat Shield Rock warstwy utlenionej, która prawdopodobnie powstała podczas przelotu przez atmosferę Marsa.